# Anthony Forwood
Anthony Forwood (* 3. Oktober 1915 in Weymouth, Dorset; † 18. Mai 1988 in London) war ein britischer Schauspieler.

## Leben
Forwood war ab den 1930er-Jahren als Theaterschauspieler tätig. Seine erste Filmrolle hatte er 1949 in dem Krimi Meet Simon Cherry. In den folgenden Jahren spielte er einige Nebenrollen im Kino, unter anderem als Will Scarlet an der Seite von Richard Todd in Robin Hood und seine tollkühnen Gesellen (1952) sowie als Ritter Gareth in Die Ritter der Tafelrunde (1953) neben Robert Taylor und Ava Gardner. Bereits Mitte der 1950er-Jahre zog Forwoods sich weitgehend aus dem Schauspielgeschäft zurück.
Von 1942 bis 1948 war er mit der britischen Schauspielerin Glynis Johns verheiratet. Ihr gemeinsamer Sohn Gareth Forwood wurde gleichfalls Schauspieler. Von den 1950er-Jahren bis zu seinem Tod war Anthony Forwood in einer Beziehung mit dem britischen Filmstar Dirk Bogarde. In späteren Jahren war er als Manager von Bogarde und dessen Karriere tätig. Die beiden wohnten im englischen Amersham, später in Frankreich und London.

## Filmografie
- 1949: Meet Simon Cherry
- 1949: The Man in Black
- 1950: Traveller’s Joy
- 1951: Des Königs Admiral (Captain Horatio Hornblower R.N.)
- 1951: BBC Sunday-Night Theatre (Fernsehserie, eine Folge)
- 1951: The Black Widow
- 1952: Robin Hood und seine tollkühnen Gesellen (The Story of Robin Hood and His Merrie Men)
- 1952: The Gambler and the Lady
- 1953: Appointment in London
- 1953: Mantrap
- 1953: Die Ritter der Tafelrunde (Knights of the Round Table)
- 1954: Five Days
- 1956: Colonel March of Scotland Yard (Fernsehserie, eine Folge)
- 1975: Vollmacht zum Mond (Permission to Kill)